# بنفشه شاخ‌دار
 بنفشه شاخ‌دار(نام علمی: Viola cornuta) نام یک گونه از سرده بنفشه است.